# Neferefre
Neferefre a fost un faraon al Regatului Vechi al Egiptului.